# Musculus tarsalis

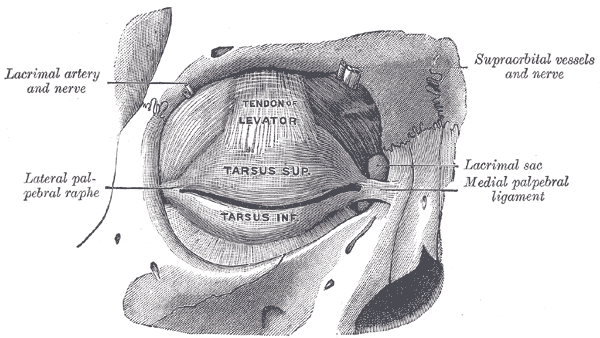
Die Lage von Musculus tarsalis superior und Musculus tarsalis inferior

Als Musculus tarsalis bezeichnet man eine Schicht aus glatter Muskulatur, welche in das Lidgerüst der Augenlider eingelagert ist. Ein Musculus tarsalis kommt sowohl im Ober- (Musculus tarsalis superior) als auch Unterlid (Musculus tarsalis inferior) vor. Der Musculus tarsalis superior des Oberlids entspringt an der Sehne des Musculus levator palpebrae superioris.
Die Innervation erfolgt durch Fasern des Sympathikus, die die Arteria carotis interna begleiten. Der Musculus tarsalis rafft das Ober- und Unterlid vertikal zusammen und führt so zu einer Erweiterung der Lidspalte.